# 極樂寺 (鎌倉市)
極樂寺（ごくらくじ）是位在日本神奈川縣鎌倉市的真言律宗寺院。山號「靈鷲山」（りょうじゅさん）。本尊釋迦如來、開基（創立者）為北條重時、開山（初代住持）為忍性。在中世是擁有49個子院的大寺院。境內以「極樂寺境內・忍性墓」被指定為國之史跡。

## 關連項目
- 忍性
- 北條重時
- 北條氏 (極樂寺流)

## 外部連結
- 国指定文化財等データベース （页面存档备份，存于）